# ウィーダ

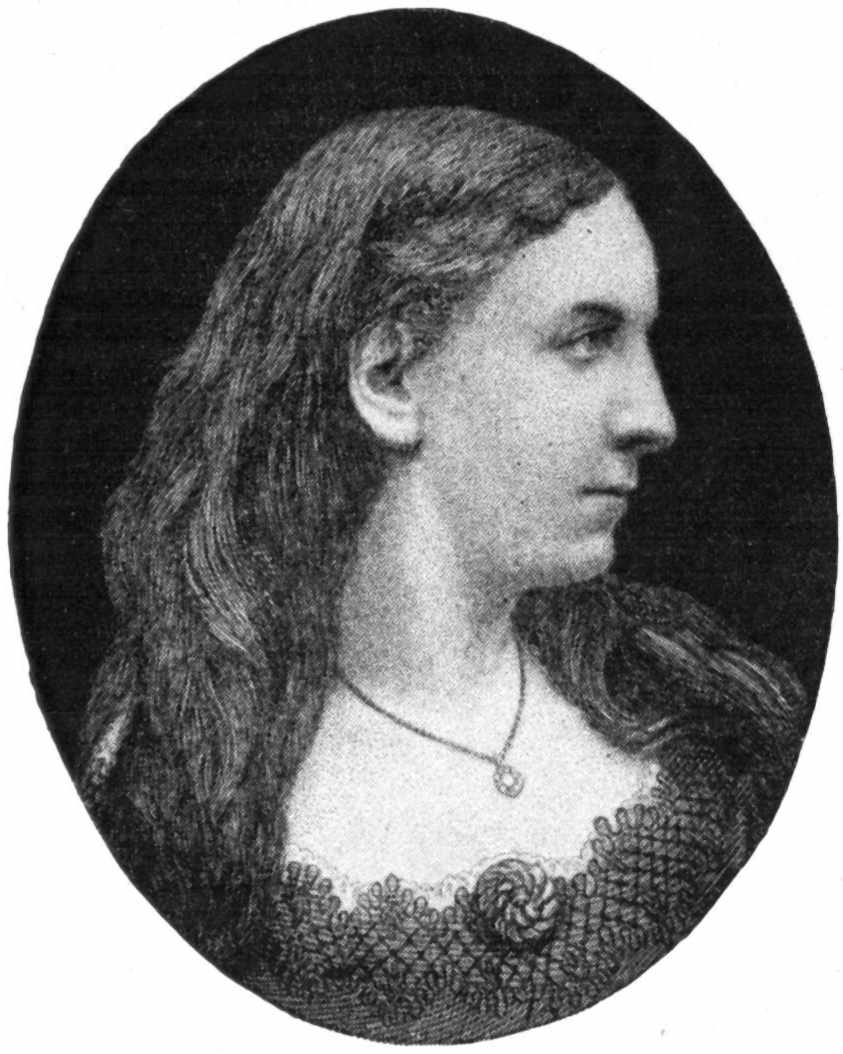
ウィーダ

ウィーダ（Ouida、1839年1月1日 - 1908年1月25日）は、イギリスの女性作家。ウィーダはペンネームで、彼女が幼児の頃、本名「ルイーズ」 (Louise) をそう発音していたことに由来する。本名は、マリー・ルイーズ・ド・ラ・ラメー (Marie Louise de la Ramée) という。日本では1872年発表の『フランダースの犬』で知られる。

## 来歴
サフォーク州ベリー・セント・エドマンズ出身。フランス人の父ルイ・ラメーとイギリス人の母スーザン・サットンとの次女。姉については一切が不詳。
20歳ごろより小説を書き始め、1863年にデビュー作となる『囚れの身となって』 (Held in Bondage) を発表して作家活動に入る。代表作に1867年『二つの旗の下に』 (Under Two Flags) 等がある。これは出世作になっており、後に映画化されている。その他、生涯に『ストラスモー』（Strathmore 1865年）、『ニュールンベルクのストーブ』（The Nürnbergstove 1882年、"Stories for Children"に収録）、『銀色のキリスト』（The Silver Christ 1894年）をはじめ40冊以上の物語を執筆している。
1870年ごろ、父が没したためイタリア王国のフィレンツェに移住した。犬好きで動物愛護協会設立に尽力し、晩年は多数の犬と暮らした。『フランダースの犬』執筆当初は売れっ子作家であり上流階級のサロンに出入りするなど人気の絶頂期にあったが、晩年には多額のペットの飼育費が生活費を圧迫し住む家も失うなど困窮を極める。1908年、肺炎でヴィアレッジョに没し、バーニ・ディ・ルッカのイギリス人墓地に葬られる。
一度は結婚していたが離婚しており、その後は独身だった。墓標は本人の遺した文学を愛する読者により寄贈されたもので、生家の残る現在の英国のベリー・セント・エドマンズでは記念碑が建っている。

## 日本語訳作品
- 村岡花子訳『フランダースの犬』新潮文庫 新潮社 1954年／1989年改版 ISBN 978-4102054017
『ニュールンベルクのストーブ』を併録
- 矢崎源九郎訳 角川文庫、1961年 NCID BN13347039
- 野坂悦子訳『フランダースの犬』岩波少年文庫 岩波書店 2003年 ISBN 978-4001141146
『ニュルンベルクのストーブ』を併録
- 雨沢泰訳 『フランダースの犬』偕成社文庫 偕成社 2011年 ISBN 978-4036527007
『ウルビーノの子ども』『黒い絵の具』を併録

ほか多数。